# Ланнер, Август
А́вгуст Ла́ннер (нем. August Lanner; 23 января 1835, Вена, Австрийская империя — 27 сентября 1855, там же) — австрийский композитор и дирижёр. Сын Йозефа Ланнера.
Окончил школу Святой Анны, но музыкальное образование получил вне её. Музыке Августа Ланнера начал обучать его дядя, королевско-императорский придворный дирижёр, Йозеф Штребингер, после чего он начал брать уроки у венских композиторов, Йозефа Хельмесбергера и профессора Йозефа Майзедера.
В 1843 году, когда Августу Ланнеру было восемь лет, умер его отец — Йозеф Ланнер. В этом же году он управлял оркестром своего отца на концерте в Bräuhausgarten in Fünfhaus, который посетило около двух тысяч зрителей. Писать музыку Август Ланнер начал в 1853 году, но уже через два года, в двадцать лет, скончался от заболевания лёгких. За этот короткий период он успел сочинить около тридцати танцев.